# Prussia Occidentale
La Prussia Occidentale (in tedesco: Westpreußen, in polacco: Prusy Zachodnie) fu una provincia del Regno di Prussia dal 1773 al 1824 e dal 1878 al 1918. Fu parte del Secondo Reich dal 1871 al 1918.

## Storia
Nella guerra dei tredici anni (1454-1466), le città della Pomerelia e della Prussia Occidentale si ribellarono all'Ordine Teutonico e cercarono l'aiuto del Re Casimiro IV di Polonia. Con il trattato di Toruń del 1466 la Pomerelia e la Prussia Occidentale divennero le province polacche della Prussia reale, con diritti speciali, specialmente a Danzica, mentre la Prussia Orientale rimase ai Cavalieri Teutonici, ridotti a vassalli della Polonia. La Prussia Reale divenne parte della Confederazione Polacco-Lituana nel 1569.
Gran parte della Prussia reale fu annessa dal Regno di Prussia con la prima spartizione della Polonia del 1772, e divenne la provincia della Prussia Occidentale l'anno seguente, ad eccezione della Varmia che fu unita al Ducato di Prussia per formare la Prussia Orientale. Nel 1793, con la seconda spartizione della Polonia, la città anseatica di Danzica (Gdańsk), non più in grado di difendersi da sé, fu annessa al Regno di Prussia e aggiunta alla Prussia occidentale. Alcune zone della Grande Polonia annesse nel 1772 che formavano il Distretto di Netze furono aggiunte alla Prussia Occidentale nel 1793.
Nel 1806, con le guerre napoleoniche, le parti meridionali della Prussia Occidentale furono assegnate al Ducato di Varsavia. Dal 1824 al 1878 la Prussia Occidentale fu unita alla Prussia Orientale per formare la Provincia della Prussia, ma dopo il 1878 furono ristabilite come province separate.
Dopo il trattato di Versailles del 1919, gran parte della Prussia Occidentale fu assegnata alla Seconda Repubblica di Polonia, mentre piccole parti a est e ad ovest della provincia rimasero alla Germania. La parte restante a ovest formò la Marca di Poznań-Prussia Occidentale nel 1922, mentre la parte orientale divenne parte del Distretto della Prussia Occidentale all'interno della Prussia Orientale. Con la Conferenza di Potsdam del 1945, dopo la seconda guerra mondiale, tutta l'ex Prussia Occidentale fu posta sotto l'amministrazione della Polonia e nei decenni successivi fu riconosciuta come parte dello stato polacco anche dalla Germania Est e Ovest. La Landsmannschaft Westpreußen (espressione tedesca che significa "Associazione etnica della Prussia Occidentale") è un'organizzazione non a scopo di lucro formata nel 1948 da rifugiati tedeschi nella Germania Ovest, scacciati dalle loro case nella Prussia Occidentale durante l'occupazione sovietica e durante le espulsioni dei tedeschi dopo la seconda guerra mondiale.

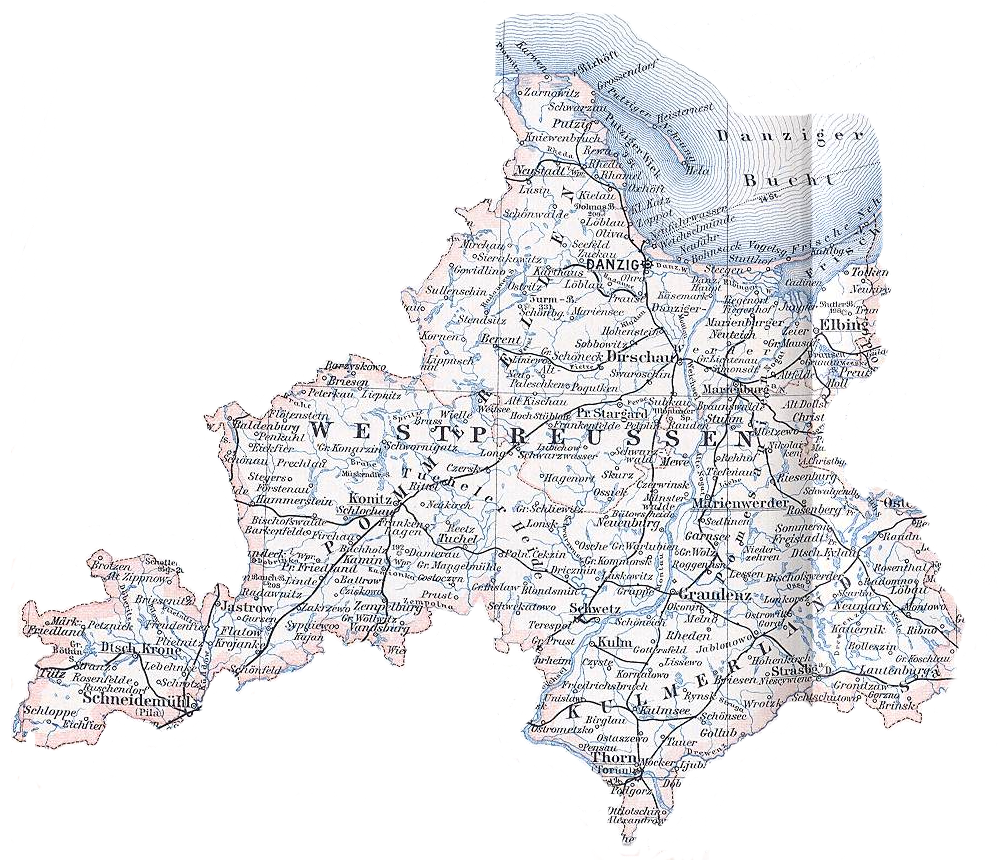
Mappa della Provincia della Prussia Occidentale